# 반미소설선
《반미소설선(反美小說選)》은 1988년 도서출판 한겨레가 문학평론가 김상일 편저로 출판한 중단편 소설집이다. 
1940년대부터 1980년대까지 발표된 대한민국 소설 가운데 "문학사적으로 보아, 민족공동체의 한 성원으로서 아이덴티티를 적극적으로 획득하려는 그러한 투쟁적 작품만을 선정"한다는 기준에 따라 반미주의를 다루고 있는 작품을 선정해 실었다.

## 수록 작품
| 작가   | 작품                   | 형식 | 발표 시기 및 매체       |
| ------ | ---------------------- | ---- | ----------------------- |
| 채만식 | 미스터 방              | 단편 | 1946년 《대조》         |
| 채만식 | 논 이야기              | 단편 | 1946년 《해방문학선집》 |
| 최정희 | 풍류잡히는 마을        | 단편 | 1947년 《백민》         |
| 남정현 | 자수민                 | 단편 | 1962년 《사상계》       |
| 남정현 | 분지(糞地)             | 단편 | 1965년 《현대문학》     |
| 이문구 | 해벽                   | 중편 | 1972년 《세대》         |
| 신상웅 | 분노의 일기            | 중편 | 1972년 《세대》         |
| 유순하 | 내가 그린 내 얼굴 하나 | 중편 | 1988년 《세계의 문학》  |
| 박석수 | 철조망 속 휘파람       | 단편 | 1982년 《현대문학》     |
| 박석수 | 외로운 증언            | 단편 | 1985년 《소설문학》     |
| 박석수 | 동거인                 | 중편 | 1987년 《소설문학》     |

## 같이 보기
- 분지 필화 사건